# Jelisaveta Popović
Jelisaveta Popović (Kotor, Austrijsko carstvo, 1854. - ?) bila je srpska kompozitorka iz Kotora.
Veći dio života provela je u inostranstvu, ali je održavala vezu sa zavičajem preko Srpskog pjevačkog društva Jedinstvo (osnovano 1839.g.) iz Kotora, kome je posvetila svoje stvaralaštvo. To su bili horovi i solo pjesme, na patriotski nadahnute stihove Riste Milića, kao što su: Ja ljubim, Tražiš li i dr. Do saradnje između nje i Riste Milića dolazi u Odesi gdje je on bio zvanični povjerenik Matice srpske. Ona je iz njegove zbirke pjesama Serbobranke  uzela 11 pjesama (dvije rodoljubive i devet ljubavnih) i na njihove stihove je komponovala muziku. Note svih kompozicija sačuvane su u Arhivu SPD Jedinstvo u Kotoru.